# Jakob Jahn
Jakob Jahn (* 5. März 1897 in Würzweiler; † 28. Januar 1976 in Neustadt an der Weinstraße) war ein deutscher Verwaltungsbeamter und Politiker (CDU).

## Leben und Beruf
Nach dem Volksschulabschluss und dem Besuch der Fortbildungsschule absolvierte Jahn 1913/14 eine Maurerlehre. Er war anschließend als Waldarbeiter tätig und wurde seit 1919 als Forst-, Gruben- und Fabrikarbeiter beschäftigt. 1921 wechselte er als Sekretär zu den Christlichen Gewerkschaften in Neustadt an der Weinstraße. Gleichzeitig fungierte er als Sekretär bei der pfälzischen Bezirksleitung des Reichsverbandes ländlicher Arbeitnehmer.
Nach der Machtübernahme der Nationalsozialisten wurde Jahn aus dem Gewerkschaftsdienst entlassen. Er war zunächst arbeitslos und dann kurzzeitig als Reisender tätig. Von 1934 bis 1939 arbeitete er als Versicherungsvertreter in der Pfalz. 1939 nahm er eine Tätigkeit als Angestellter beim Landratsamt in Neustadt auf. Er erhielt 1949 seine Ernennung zum Regierungsrat und war später als Oberregierungsrat Leiter des Versorgungsamtes in Landau in der Pfalz. 1962 ging er in den Ruhestand.

## Partei
Nach 1945 trat Jahn in die CDP ein, aus der später der Landesverband der CDU Rheinland-Pfalz hervorging.

## Abgeordneter
Jahn war 1946/47 Mitglied der Beratenden Landesversammlung des Landes Rheinland-Pfalz. Von 1947 bis 1951 gehörte er dem Rheinland-Pfälzischen Landtag an.

## Ehrung
Das Land Rheinland-Pfalz ehrte ihn 1967 mit der Verleihung der Freiherr-vom-Stein-Plakette.